# Gipskarstlandschaft Pölsfeld
Koordinaten: 51° 31′ 58″ N, 11° 21′ 20″ O

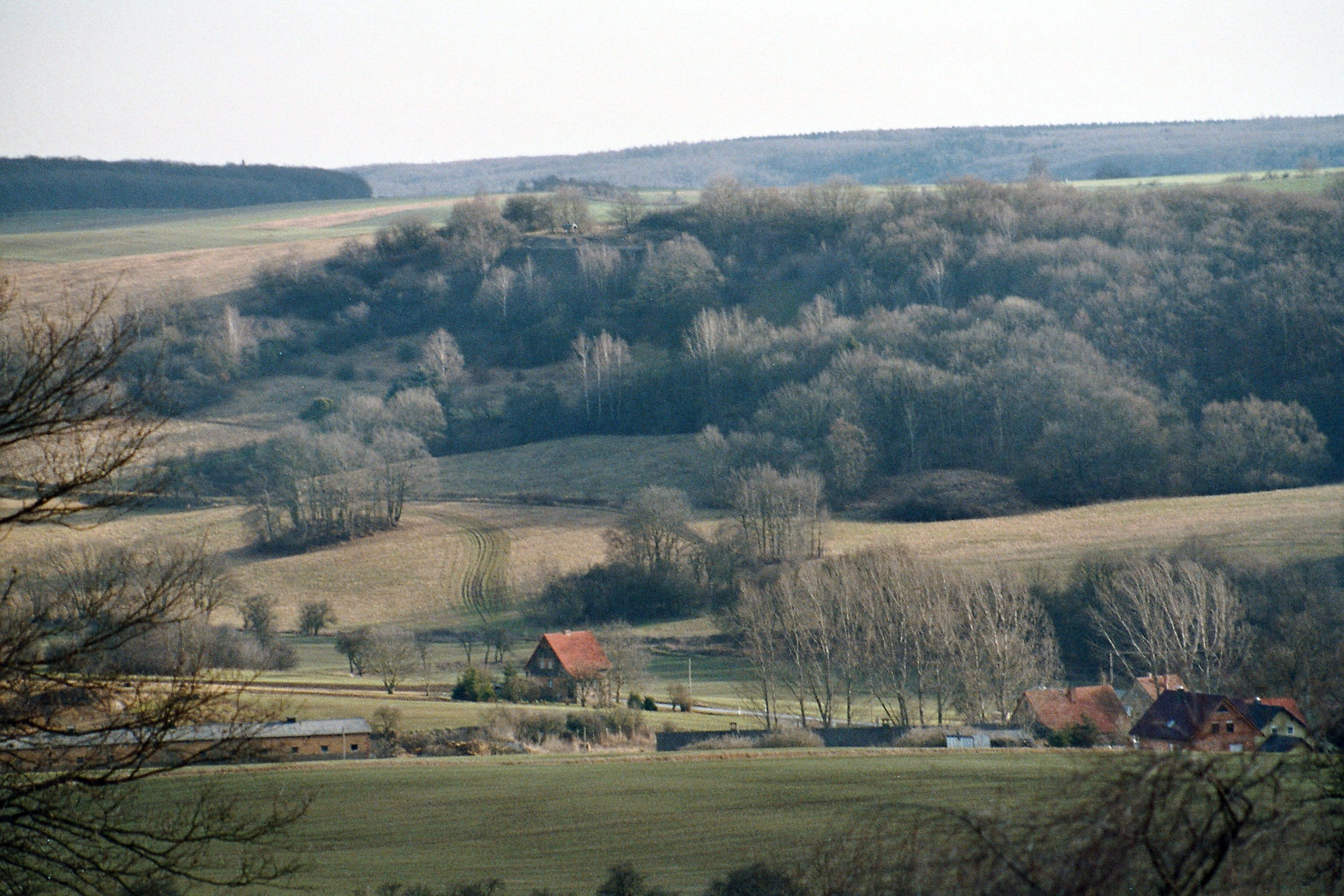
Landschaft bei Pölsfeld

Die Gipskarstlandschaft Pölsfeld ist ein Naturschutzgebiet in den Städten Allstedt und Sangerhausen im Landkreis Mansfeld-Südharz in Sachsen-Anhalt.
Das Naturschutzgebiet mit dem Kennzeichen NSG 0164 ist rund 859 Hektar groß. Es ist Bestandteil des FFH-Gebietes „Gipskarstlandschaft Pölsfeld und Breiter Fleck im Südharz“ und zu einem großen Teil vom Landschaftsschutzgebiet „Harz und Vorländer“ umgeben. Das Gebiet steht seit 1996 unter Schutz (Datum der Verordnung: 12. April 1996). Zuständige untere Naturschutzbehörde ist der Landkreis Mansfeld-Südharz.
Das Naturschutzgebiet erstreckt sich rund um Pölsfeld, einem nordöstlich von Sangerhausen gelegenen Ortsteil der Stadt Allstedt im Biosphärenreservat Karstlandschaft Südharz und Naturpark Harz/Sachsen-Anhalt. Es stellt einen Bereich am Rand des Südharzer Zechsteingürtels mit einer Vielzahl bedeutsamer Karsterscheinungen unter Schutz. Im Naturschutzgebiet stocken vielfach naturnahe Waldbestände mit Buchenwaldgesellschaften, darunter Kalkbuchenwälder sowie Eichenwäldern. Daneben stocken auch Nadelholzbestände im Naturschutzgebiet. Auf in nördliche Richtungen exponierten Standorten sind Schotterfluren und Felsheiden zu finden, auf in südliche Richtungen exponierten Standorten Trocken- und Halbtrockenrasen sowie Streuobstwiesen. Besonders im Osten des Naturschutzgebietes ist infolge des früheren Kupferschieferbergbaus eine Haldenlandschaft mit zahlreichen Kleinhalden entstanden. Hier sind auch Schwermetallrasen und Feldgehölze anzutreffen.
Im Naturschutzgebiet siedeln seltene Pilze, Farne in Erdfallwänden und Flechten auf Felskuppen. Besonders schützenswerte Arten sind Gefleckter Aronstab, Gewöhnlicher Seidelbast, Türkenbundlilie, Deutscher Fransenenzian, Diptam, zahlreiche Orchideenarten sowie Hirschzungenfarn und Erdsterne. Im Naturschutzgebiet sind zahlreiche Vögel heimisch, darunter Hohltaube, Mittelspecht, Schwarzspecht und Weidenmeise, die in den Wäldern ihren Lebensraum finden, sowie Wendehals und Neuntöter als Vertreter der halboffenen Landschaften. Amphibien sind z. B. durch Feuersalamander, Laubfrosch und verschiedene Molcharten, Reptilien durch Kreuzotter, Blindschleiche, Ringel- und Glattnatter vertreten. Die Baumhöhlen der Wälder bieten verschiedenen Fledermausarten einen Lebensraum, darunter Braunes Langohr und Fransenfledermaus. Weitere Fledermausarten finden in den Karsthöhlen geeigneten Lebensraum. Das Naturschutzgebiet ist auch Lebensraum für Baummarder, Dachs, Wildkatze und Siebenschläfer sowie verschiedene Heuschrecken und Schmetterlinge.
Einige offene Standorte im Naturschutzgebiet, darunter die Trocken- und Halbtrockenrasen, werden zur Pflege mit Schafen beweidet. Nach Norden und Osten schließen sich vielfach bewaldete Flächen an, nach Süden und Westen überwiegend landwirtschaftliche Nutzflächen.
Durch das Naturschutzgebiet verläuft die Kreisstraße 2307. Der Karstwanderweg Südharz beginnt etwas östlich von Pölsfeld an der Bundesstraße 86. Er verläuft über Pölsfeld nach Obersdorf durch das Naturschutzgebiet.